# 드미트리 쇼스타코비치
드미트리 드미트리예비치 쇼스타코비치(러시아어: Дми́трий Дми́триевич Шостако́вич, 영어: Dmitri Dmitriyevich Shostakovich, 문화어: 드미뜨리 쑈스따꼬위츠, 1906년 9월 25일 (구력 9월 12일) ~ 1975년 8월 9일)는 소비에트 연방 시절 러시아의 작곡가이다. 그는 소비에트 정부와 복잡한 관계였는데, 1936년과 1948년에는 그의 두 작품이 공개 경고를 받기도 했으며, 종종 그의 작품에 금지령이 내려지기도 했다. 그러나 한편, 그는 당대에 가장 유명한 소비에트 작곡가 가운데 한 사람이자, 여러 표창과 상을 받기도 했으며, 소비에트 최고 회의 위원이기도 했다.
초창기의 아방가르드 시기를 제외하면, 쇼스타코비치는 주로 낭만파의 작품을 썼으며, 특히 구스타프 말러의 영향을 많이 받았다. 그러나 그는 거기에 머무르지 않고, 무조주의 형식을 도입하였으며 종종 12음렬 기법을 사용하기도 했다. 그의 음악은 강한 대조에, 그로테스크적인 요소를 보이는 경우가 많다. 그의 작품 가운데 교향곡과 현악 사중주 각각 열 다섯 곡씩이 유명하며, 오페라와 여섯 개의 협주곡, 그리고 여러 영화 음악도 널리 알려져 있다.

## 생애와 음악

### 어린시절
쇼스타코비치는 1906년 러시아 페테르부르크(레닌그라드)에서 태어났다. 그는 9살 되던 해부터 피아노를 그의 어머니 소피아 바실리에프나로부터 배우기 시작하였다. 그는 남다른 재능 덕분에 또래 아이들보다 월등한 피아노 실력을 갖게 되었다. 그는 피아노와 함께 작곡도 배웠는데, 작곡 부문에서도 두각을 나타내게 된다. 쇼스타코비치의 어릴 때 기억은 거의 육성 회고록에 잘 나타나있다.
우리 가정은 제1차 세계대전, 2월 혁명, 10월 혁명과 연이어 터지는 사회적 사건들에 깊은 관심을 가지고 있었다. 때문에 이 연대에 썼던 내 작품에서 이미 무언가 실생활을 담아내고 싶어 하는 마음이 드러나는 것은 그다지 놀랄 일도 아니다. 이러한 ‘실생활을 담고 싶다’는 어린 마음으로 만든 작품에는 피아노 소곡 <병사>, <자유의 찬가>, <혁명의 희생자에게 바치는 장송 행진곡>이 있다."

쇼스타코비치의 회고록에서도 잘 나타나 있듯이, 그는 어린 시절부터 ‘혁명’ 같은 사회적 현상에 관심이 많았음을 알 수 있다.
쇼스타코비치는 1919년 페테르부르크 음악원에 입학하였다. 그는 작곡과 피아노를 모두 공부하였는데, 작곡은 막시밀리안 슈테인베르크에게, 피아노는 로자노바와 레오니드 니콜라에프에게 사사하였다. 그는 음악원에서 다양한 형식과 장르의 곡을 썼다. 이 당시 썼던 곡들은 피아노를 위한 소품 시리즈, 관현악을 위한 주제와 변주곡, 피아노, 바이올린, 첼로 트리오, 피아노를 위한 전주곡 등이 있다.
그는 음악원 졸업 작품으로 첫 번째 교향곡을 탄생시켰다. 그의 작품은 당대 최고의 지휘자였던 토스카니니, 브루노 발터 등에 의해 소개되어 젊은 작곡가로서의 명성을 쌓기 시작한다.

### 음악원 졸업 후 청년 시절
쇼스타코비치는 1번 교향곡(1925)를 작곡한 이후, 2번 교향곡, 10월 혁명에 바침(1927), 3번 교향곡, 메이데이]](1929), [[4번 교향곡(1936)을 작곡하였다. 그리고 1927년에는 쇼팽 국제 콩쿠르에서 피아노 부문 HM에 입상 하기도 한다. 이 무렵 쇼스타코비치는 교향곡 뿐만 아니라 오페라, 발레음악 등에도 깊은 관심을 갖고 작곡하였다. 그는 오페라 귀는 1933년에, 오페라 므첸스크의 맥베스 부인은 1934년에 발표한다. 므첸스크의 맥베스 부인은 전통 오페라와 달리 상당히 전위적인 작품이었는데, 당시 소련 공산당 기관지 프라우다에 므첸스크의 맥베스 부인을 비판하는 기사가 실리게 된다. 당시 "프라우다"에는 므첸스크의 맥베스 부인을 "음악이 아니라 혼란(Chaos instead of Music/Sumbru vmesto muzyki)"라고 표현한다. 쇼스타코비치는 이 사건 때문에 상당한 충격을 받았으나 결국 1936년 4번 교향곡을 완성했다. 하지만 <4번 교향곡>의 초연 일정이 무산되었고, 25년이 지난 1961년에 초연이 이루어졌다.
그는 1937년에서 1941년에는 페테르부르크 음악원의, 1943에서 1948년에는 모스크바 음악원의 작곡교수를 지냈다.

### 국제적인 명성을 쌓아가며
쇼스타코비치의 5번 교향곡은 1937년에 작곡된다. 5번 교향곡은 혁명 교향곡이라고도 불린다. 쇼스타코비치는 자신의 오페라 므첸스크의 맥베스 부인을 비롯한 자신의 음악이 지나치게 형식주의적이라는 비판을 깨기 위해 다음 작품에 더욱 노력을 기울였다. 그렇게 탄생한 작품이 바로 5번 교향곡이다. 그리고 이 작품은 이전의 비판과는 달리 호평을 받아 대대적인 성공을 거둔다.
그 뒤로 쇼스타코비치는 6번교향곡과 7번 교향곡을 작곡한다. 특히 7번 교향곡은 1941년 6월, 히틀러가 레닌그라드를 침공했을 때 레닌그라드에서 작곡한 작품인데, 이 때문에 7번 교향곡은 '레닌그라드 교향곡'이라고도 불린다. 레닌그라드 교향곡의 초연은 소련 내 뿐만 아니라 전 세계적으로 관심이 컸다. 초연은 토스카니니가 지휘하는 NBC 교향악단이 진행했는데, 이 공연은 미국 전 방송국을 통해 중계되었다.
7번 교향곡(레닌그라드)을 쓰고 난 이후, 그는 8번 교향곡을 작곡한다. 7번 교향곡은 전쟁의 고통을 가장 극적으로 반영한 교향곡이라고 평가받고 있다.

### 전쟁 후 쇼스타코비치
전쟁이 끝나고, 쇼스타코비치는 9번 교향곡을 작곡한다. 그는 9번 교향곡 자체를 쉽고 명쾌한 분위기에 의한 곡이라고 언급했다. 하지만, 귀엽고 발랄하기만 한 9번 교향곡을 좋아하지 않는 사람도 있었다. 스탈린은 9번 교향곡이 지니는 상징성(예를 들어, 베토벤의 9번 합창 교향곡이 갖는 상징성)과 전쟁의 종결이라는 큰 사건이 결합하여 대단한 걸작이 탄생할 것이라 기대했지만, 쇼스타코비치의 9번 교향곡은 그러한 기대와는 거리가 멀다고 생각했다. 이로 인해 안드레이 즈다노프에 대한 비판이 시작되었다. 즈다노프 비판은 다양한 문화 영역에서 이루어졌는데, 음악 분야의 토론은 1948년 1월에 진행되었다. 이 회의에서는 전후 서유럽에서 도입된 형식주의적 사상과의 투쟁, 광범위한 인민대중을 높은 음악성에 가까워지도록 하기 위한 음악 예술 발전의 과제가 토의되었다. 이 회의 이후, 쇼스타코비치 뿐만 아니라 프로코피예프, 하차투리안, 포포프, 세바린, 미야스코프스키 등이 형식주의자로 비난을 받게 된다. 이 즈다노프 비판으로 쇼스타코비치는 스탈린이 사망하는 1953년까지 교향곡을 작곡하지 않게 되고, 주로 스탈린 선전용 영화음악만을 작곡하게 된다.

### 스탈린 사후 쇼스타코비치
스탈린이 사망(1953)하고 나서 쇼스타코비치는 같은 해 10월 10번 교향곡을 8년 만에 발표한다. 그리고 그 이후로 11번 교향곡과 12번 교향곡, 13번 교향곡, 14번 교향곡을 발표한다. 11번째 교향곡과 12번째 교향곡은 혁명을 주제로 쓴 교향곡이라고 평가받는데, 이는 표제 음악적 특징을 지닌다고 할 수 있다. 반면 13번째 교향곡과 14번째 교향곡은 합창이 들어가기 때문에 성악 교향곡의 형태를 띠고 있다.
쇼스타코비치는 제 14번 교향곡을 작곡한 2년 뒤에 마지막 교향곡인 15번 교향을 작곡한다. 15번 교향곡은 앞 선 두개의 교향곡과 달리 순수 기악곡이다. 이 곡을 작곡할 때, 쇼스타코비치는 심근경색으로 병상에 있었다. 계속적인 치료를 받았지만, 결국 그는 1975년에 심장 발작으로 세상을 떠나게 된다.

## 작품
그의 음악은 러시아 사람들의 생활이나 기분을 잘 나타냈으며 듣기 쉬운 것이 특징이다. 쇼스타코비치의 작품은 교향곡이 대표적이며, 교향곡 뿐만 아니라 오페라, 관현악곡, 협주곡, 실내악곡, 피아노곡, 성악곡으로 매우 다양하게 존재한다.

### 교향곡
쇼스타코비치의 교향곡은 총 15개로 이루어진다.
제 1번 교향곡은 쇼스타코비치의 페테르부르크 음악원 졸업 작품으로, 이 곡을 통해 세상에 젊은 작곡가, 쇼스타코비치가 알려지기 시작한다. 곡은 4악장으로 구성되어 있다. 이 당시 예술과 혁명은 서로 대립되는 것으로 알려져 있었으나, 서유럽의 현대음악 콘서트가 열리면서 자유로운 분위기가 형성되었다.
쇼스타코비치는 이러한 분위기 속에서 2번 교향곡, 3번 교향곡을 작곡한다. 2,3번 교향곡에서는 대위적인 기법을 많이 사용하는데, 2번 교향곡에서는 극단적으로 27성부 모두 폴리포니를 이루기도 한다.
4번 교향곡은 표제가 없는 순수한 절대 음악이다. 또한 쇼스타코비치의 작품 중 가장 많은 인원(총 134명)이 필요한 기악곡이다. 하지만 4번 교향곡이 <프라우다>지에서 ‘므첸스크의 맥베스 부인’에 대한 비판 사건으로 초연이 연기된다.
5번 교향곡은 쇼스타코비치의 15개 교향곡 중 으뜸으로 뽑힐 만큼 높은 작품성을 지녔다. 그는 그 무렵 [프라우다]에 쓰인 자신에 대한 비판, 즉 지나친 형식주의자라는 평가를 진지하게 받아들였다고 한다. 그러한 고민 끝에 탄생한 작품인 5번 교향곡은 베토벤의 5번 교향곡 운명과 극복-승리라는 내용으로 자주 비교되곤 한다.쇼스타코비치는 회고록을 통해 5번 교향곡의 주제가 인간성(인격)의 확립이라고 이야기 한다. 이 작품은 4악장으로 되어 있다. 이 작품에서는 모든 악장에 일정 리듬이 등장하는 것이 특징이다. 또한, 조성을 명확하게 표시하지 않았는데, 1악장은 d단조, 2악장은 a단조, 3악장은 f#단조, 4악장은 d단조로 볼 수 있다.
제2차 세계대전이 발발하자 쇼스타코비치는 오히려 자기표현의 기회를 얻게 된다. 이때 탄생한 것이 그 유명한 7번 교향곡 레닌그라드이다. 쇼스타코비치는 이 교향곡을 전쟁이 나기 전에 구상했다. 그런 만큼 그 곡을 히틀러의 침입에 대한 반응으로 볼 수 없는 것은 당연하다.라고 훗날 밝혔다. 이 작품 발표 당시 쇼스타코비치는 이 곡은 전쟁의 시(詩)이며, 뿌리 깊은 민족정신의 찬가이다라고 발표했지만 1악장을 제외하고는 묘사적 요소가 그다지 많지 않은 편이다. 이전, 쇼스타코비치에 대한 비난을 했던 <프라우다>에서도 이 곡에 대해서는 극찬을 아끼지 않았다. 이 곡은 훗날, 레닌그라드 시(市)에 헌정되었으며, 당시 스탈린상도 수상하게 된다. 이 곡은 표제 음악이며, 1악장은 '전쟁', 2악장은 '회상', 3악장은 '조국의 광야', 4악장은 '승리'로 알려져 있다.
쇼스타코비치의 9번 교향곡은 짧고 매우 경쾌한 소품 형식이다. 곡 자체는 완성도가 높은 편이었지만, 대작이 나올 것을 기대하였던 사람들에게 소규모의 경쾌하고 재치있는 곡은 실망을 안겨주었다. 쇼스타코비치는 9번 교향곡은 만든 지 8년 후에 제 10번 교향곡을 발표한다. 이 곡은 스탈린이 사망한 직후에 쓰여진 작품이었기 때문에 전 세계의 관심을 받았다. 총 4악장으로 구성되어 있다. 쇼스타코비치는 이 곡을 "확대된 타악기군을 포함하는 오케스트라"의 표준에 가까운 4악장의 교향곡이라고 설명하였다.
그의 13번 교향곡과 14번 교향곡에는 성악 부분이 들어가 있다.
쇼스타코비치가 마지막으로 쓴 교향곡은 1971년의 15번 교향곡이다. 15번 교향곡은 순수 기악 교향곡이다.

#### 교향곡 작품 목록
- 제 1번 교향곡 (Symphony No.1 f-Moll Op.10)

작곡: 1923~1925년, 초연: 1926년 / 마리코 지휘 / 레닌그라드 필하모니 교향악단 / 레닌그라드 필하모니 대강당.
- 제 2번 교향곡 (Symphony No.2 H-Dur Op.14) / 10월 혁명에 바침(To Octover-a Symphonic Dedication)

작곡: 1927년, 초연: 1927년 / 마리코 지휘 / 레닌그라드 필하모니 교향악단과 레닌그라드 국립 아카데미 아카펠라 합창단 / 레닌그라드 필하모니 대강당
- 제 3번 교향곡 (Symphony No.3 Es-Dur Op.20) / 메이 데이(May Day)

작곡: 1929년, 초연: 1932년 / 레닌그라드 필하모니 교향악단과 국립 아카데미 합창단 / 레닌그라드 고리키 문화궁전
- 제 4번 교향곡 (Symphony No.4 c-Moll Op.43)

작곡: 1934~1936년, 초연: 1961년 / 키릴 콘드라신 지휘 / 모스크바 필하모니 교향악단 / 모스크바 음악원 대강당
- 제 5번 교향곡(Symphony No.5 d-Moll Op.47)

작곡: 1937년, 초연: 1937년 / 예프게니 므라빈스키 지휘/ 레닌그라드 필하모니 교향악단 / 레닌그라드 필하모니 대강당
- 제 6번 교향곡(Symphony No.6 h-Moll Op.54

작곡: 1939년, 초연: 1939년 / 므라빈스키 지휘 / 레닌그라드 필하모니 교향악단 / 레닌그라드 필하모니 대강당
- 제 7번 교향곡(Symphony No.7 C-Dul Op.60) / 레닌그라드 Leningrad

작곡: 1941년, 초연: 1942년 / 사모수드 지휘 / 모스크바 국립 대극장 관현악단 / 쿠이비셰프 문화궁전 강당
- 제 8번 교향곡 (Symphony No.8 c-Moll, Op.65)

작곡: 1943년, 초연: 1943년 / 므라빈스키 지휘 / 소비에트 국립 교향악단 / 모스크바 음악원 대강당
- 제 9번 교향곡 (Symphony No.9 Es-Dur Op.70)

작곡: 1945년, 초연: 1945년 / 므라빈스키 지휘 / 레닌그라드 필하모니 교향악단 / 레닌그라드 필하모니 대강당
- 제 10번 교향곡 (Symphony No.10 e-Moll Op.93)

작곡: 1953년, 초연: 1953년 / 므라빈스키 지휘 / 레닌그라드 필하모니 교향악단 / 레닌그라드 필하모니 대강당
- 제 11번 교향곡 (Symphony No.11 g-Moll Op.103) / 1905년, The Year 1905

작곡: 1956~1957년, 초연: 1957년 / N. 라프린 지휘 / 소비에트 국립 교향악단 / 모스크바 음악원 대강당
- 제 12번 교향곡 (Symphony No.12 d-Moll Op.112) / 1917년, The Year 1917

작곡: 1960~1961년, 초연: 1961년 / 므라빈스키 지휘 / 레닌그라드 아카데미 교향악단 / 레닌그라드 필하모니 대강당 : 스타세비치 지휘 / 크이브셰프
- 제 13번 교향곡 (Symphony No.13 b-Moll Op.113) / 바비야르, Babi-Yar

작곡: 1961~1962년, 초연: 1962년 / 키릴 콘드라신 지휘/ 베이스 독창 V.그로마츠키와 러시아 공화국 합창단, 그네신 음악대학 합창단, 모스크바 필하모니 교향악단 / 모스크바 음악원 대강당
- 제 14번 교향곡 (Symphony No.14 g-Moll Op.135) / 죽은 자의 노래, Lyrics for the death

작곡: 1969년, 초연: 1969년 / 바르샤이 지휘 / 모스크바 실내 관현악단과 위시네프스카야의 소프라노 독창, 우라지밀로프의 베이스 독창/ 모스크바 음악원 대강당
- 제 15번 교향곡 (Symphony No.15 A-Dur Op.141)

작곡: 1971년, 초연: 1972년 / 막심 쇼스타코비치 지휘 / 모스크바 방송 교향악단 / 모스크바 음악원 대강당

### 교향곡 이외의 작품
쇼스타코비치는 교향곡 뿐만 아니라 관현악곡, 협주곡, 실내악곡, 피아노곡, 오페라, 성악곡에 걸쳐 많은 작품을 썼다.
관현악곡은 모음곡, 서곡, 교향시가 대부분이다. 특히 모음곡에서는 발레 음악을 모은 발레 모음곡이 대표적이다. 또한 쇼스타코비치는 민족 음악에도 관심을 가져 러시아와 기르기스 민요 서곡 op.115같은 민속적 선율로 곡을 쓰기도 하였다. <10월 혁명>이라는 교향시 op.131는 1967년에 있었던 10월 혁명 50주년을 기념하여 작곡된 작품이다.
협주곡은 피아노, 바이올린, 그리고 첼로 협주곡이 대표적이다.
쇼스타코비치의 오페라는 미완성 작품까지 모두 3개이다. 그 중 코(The Nose) Op.15와 므첸스크의 맥베스 부인(Lady Macbeth of Mtsensk District) Op.29이 대표적이다. 코는 고골리의 동명소설을 러시아로 번역한 것으로, G. 이오닌, A. 플라이스, J.자미야틴과 쇼스타코비치가 함께 공동으로 만든 작품이다. 이 작품은 잃어버린 코를 찾아 원래 있던 자리에 붙인다는 내용의 원작을 모방하여 코믹적인 요소를 없앤 중후하고 무거운 음악이 오페라 전체에 흐른다.
므첸스크의 맥베스 부인은 1930년~1932년에 작곡되었다. 이 작품은 러시아어로 번역한 A. 플레이스와 쇼스타코비치의 공동 작품 <므첸스크의 백베스 부인>의 대본이 거의 그대로 사용되었다. 이 작품은 굉장히 규모가 큰 대작으로, 러시아 오페라의 특징을 그대로 갖고 있다. 즉, 이 작품은 부정적인 일들을 고발하고, 풍자하며, 극적이고, 서정적이면서 인물에 대한 심리 묘사, 성격 묘사에 대한 음악이 어우러진다. 이 작품은 1934년 초연 된 이후, <프라우다>지에서 ‘음악이 아니라 시끄러운 소리들일 뿐’이라는 비판을 받은 후, 상연이 금지되었다. 1979년에 원곡이 부활, 상연되었다.

#### 교향곡 이외의 주요 작품 목록
- 3개의 환상적 춤곡 (피아노곡) op.5, 작곡:1922, 초연:1922.
- 오페라 <<코>> 전 3막 (원작: 고골리, 대본: 쇼스타코비치 외) op.15, 작곡: 1927-28, 초연: 1930.
- 모음곡 <<황금시대>> (4곡, Orch) op.22a, 작곡: 1929-30, 초연: 1930.
- 오페라 <<므첸스크의 맥베스 부인>> 전 4막 (원작: 레스코프, 대본: 작곡자, A. 플레이스) op.29, 작곡: 1930-32, 초연:1934.
- 피아노 협주곡 제 1번 c단조 op.35, 작곡: 1933, 초연: 1933.
- 첼로 소나타 d단조 op.40, 작곡: 1934, 초연 1934.
- 현악 4중주곡 제 1번 C장조 op.49, 작곡: 1938, 초연: 1938.
- 오라토리오 <<숲의 노래>> op.81, 작곡: 1949, 초연: 1949.
- 24개의 전주곡과 푸가(피아노곡) op.87, 작곡: 1950-51. 초연: 1952.
- 블로크의 시, 7개의 로만스 op.127, 작곡: 1967, 초연: 1967.
- 교향시 <<10월 혁명>> op.131, 작곡: 1967, 초연: 1967.
- 비올라 소나타 C장조 op.147, 작곡: 1975, 초연: 1975.
- 피아노 5중주 G단조 op.57, 작곡: 1940, 초연: 1940.

## 연표
| 1906 (0세)  | 상트 페테르부르크에서 드미트리 쇼스타코비치 탄생                                                                             |
| 1915 (9세)  | 처음으로 피아노를 배움 |
| 1919 (13세) | 페테르부르크 음악원 입학 |
| 1925 (19세) | 페테르부르크 음악원 작곡과 졸업, 교향곡 제 1번 작곡                                                                          |
| 1926 (20세) | 교향곡 1번 초연. |
| 1927 (21세) | 쇼팽 국제 피아노 콩쿨 참가, 제 2번 교향곡 초연.                                                                              |
| 1930 (24세) | 레닌그라드 음악원 대학원 수료, 오페라 <<코>>, 발레 <<황금시대>>, 교향곡 제 3번 초연                                          |
| 1932 (26세) | 오페라 <<므첸스크의 맥베스 부인>> 작곡, 니나 바르자르와 결혼                                                                 |
| 1936 (30세) | 오페라 <<므첸스크의 맥베스 부인>>이 '프라우다'지를 통해 사회주의 리얼리즘에 대한 형식주의적 작품이라는 비판을 받음.          |
| 1937 (31세) | 혁명 20주년을 기념하여 열린 교향곡 제 5번 초연이 대성공을 거둠.                                                              |
| 1940 (34세) | 피아노 5중주곡 작곡, 스탈린 수상                                                                                             |
| 1941 (35세) | 나치의 레닌그라드 포위에 즈음하여 음악원의 대공 감시원이 됨. 이후, 크이브셰프로 이동. 교향곡 제 7번 작곡.                    |
| 1947 (41세) | 러시아 소비에트 사회주의 공화국 최고 소비에트 회의의 레닌그라드 대표 의원으로 취임                                           |
| 1948 (42세) | 즈다노프의 비판을 받음. 레닌그라드 음악원 교수직 사임                                                                        |
| 1949 (43세) | 오라토리오 <<숲의 노래>> 작곡, 초연. 대성공을 거둠. 미국 방문                                                                |
| 1954 (48세) | 아내 니나 사망 |
| 1961 (55세) | 레닌그라드 음악원으로 돌아가 교수 활동 재개. 교향곡 제 12번 작곡, 초연. 교향곡 제 4번, 작곡한 지 25년 만에 드디어 초연       |
| 1962 (56세) | 이리나 스핀스카야와 재혼, 오페라 <<므첸스크의 맥베스 부인>>을 개정한 오페라 <<카테리나 이즈마일로바>>초연, 교향곡 13번 초연. |
| 1966 (60세) | 현악 4중주곡 제 11번 작곡. 심장 발작으로 쓰러짐. 첼로 협주곡 제 1번 초연                                                     |
| 1971 (65세) | 교향곡 제 15번 작곡, 초연.                                                                                                   |
| 1975 (69세) | 마지막 작품 비올라 소나타 작곡. 8월 9일 모스크바에서 심장병으로 사망                                                         |

## 같이 보기
- 피터 폭스 (음악가)
- 분류:드미트리 쇼스타코비치의 작품

## 참고 자료
- Alex Ross, The Rest is Noise, Farrar, Straus and Giroux: New York, 2007.
- David Fanning & Laurel Fay, Shostakovich, Grove Music Online, Oxford University Press: London, 2009.
- Geoffrey Norris & David Nice, Dmitry Shostakovich, The Oxford Companion to Music, Oxford University Press:London, 2008.
- Michael Kennedy, Dmitry Shostakovich, The Oxford Dictionary of Music, Oxford University Press: London, 2008.
- Solomon Volkov, Testimony : the memoirs of Dmitri Shostakovich, Faber:London, 1981.
- 김병화 번역, 증언: 드미트리 쇼스타코비치 회상록, 이론과 실천: 서울, 2001.
- 음악세계 편저, 쇼스타코비치, 음악세계:서울, 2002.
- 최상철, 저물어 가는 쇼스타코비치 탄생 100주년, 정세와 노동 19호, 노동사회과학연구소:서울, 2006.
- 리처드 화이트하우스, 《쇼스타코비치, 그 삶과 음악》(김형수 역, 포노, 2014). ISBN 978-89-93818-64-2